# Capitol Hill
Capitol Hill es un barrio considerado distrito histórico estadounidense de Washington D. C.. Fue el lugar elegido para ubicar el edificio del Capitolio por Pierre Charles L' Enfant, un arquitecto y urbanista estadounidense. El edificio del Capitolio, además de ser el Congreso de los Estados Unidos, es también el lugar de trabajo de muchos de los residentes de este distrito desde el año 1800.
El vecindario se extiende a ambos lados de la ciudad, y, una gran parte de él es considerada como distrito histórico. El nombre Capitol Hill es usado también para referirse al vecindario que hay alrededor del distrito histórico. Al este tiene el río Anacostia, al norte está el corredor de la calle H, al sur hay una autopista y al oeste está el National Mall y el distrito comercial de la ciudad. 
Este distrito comenzó a formar parte del Registro Nacional de Lugares Históricos en 1976, y en 2003 se le añadió terreno. En 2015 se expandió hacia el norte. A esta expansión se la conoce como Swampoodle Addition.

## Historia
Esta ubicación fue seleccionada por L'Enfant en 1791,y, originalmente, se llamaba "Jenkins Hill" o "Jenkins Heights". Este nombre se debía a un ganadero llamado Thomas Jenkins, quien pastoreaba el ganado por esa zona.
En 1793,durante el desempeño de George Washington como presidente, Thomas Jefferson, el que era su vicepresidente, decidió nombrar el lugar como Capitol Hill. El distrito tal y como se conoce hoy día comenzó a desarrollarse cuando el gobierno comenzó a trabajar en esta localización. 
Entre 1799 y 1810 el gobierno federal se convirtió en el mayor empleador de la zona. Durante estos años, los congresistas buscaban casas de alquiler que estuvieran al lado del congreso.
Después de la Guerra Civil se empiezan a construir más casas en la zona, además de hospitales. Fue en esta época que el vecindario comenzó a dividirse en clases económicas y raciales. 
En 1890 se comienza a construir el saneamiento, las tuberías y a introducir la electricidad en la zona, y en esa misma época hay un "boom inmobiliario".
Capitol Hill se ha mantenido como un estable distrito de clase media a lo largo de su existencia, aunque a mediados del siglo XX tuvo una crisis económica y social que derivó en un aumento de la criminalidad, aunque gradualmente se fue recuperando. 
A partir de 1990, el distrito sufrió un proceso de gentrificación.

## Descripción
Capitol Hill es un distrito mayoritariamente residencial compuesto principalmente por casas en hilera (row houses) de gran variedad arquitectónica. A partir de 1990, edificios que estaban obsoletos y que no eran considerados "históricos" comenzaron a ser reemplazados por edificios mayoritariamente de estilo modernista y más lujosos.
También hay muchas escuelas en este distrito: Capitol Hill Day School, Stuart-Hobson Middle School, Elliot-Hine Jr. High School, Eastern High School, entre otras. Comparado con otros distritos, en Capitol Hill hay una gran cantidad de escuelas. 
El principal corredor no residencial de Capitol Hill es la Avenida Pensilvania, una calle comercial con tiendas, restaurantes y bares. Eastern Market es un mercado público de 1873 en 7th Street SE, donde los vendedores venden carne fresca y productos en puestos interiores y en puestos de agricultores al aire libre. También es el sitio de un mercado de pulgas al aire libre todos los fines de semana. Después de que un gran incendio destruyera el edificio principal del mercado el 30 de abril de 2007, se sometió a restauración y se reabrió el 26 de junio de 2009. Una de las tiendas más queridas, Fragers Hardware, ha estado basada en Pennsylvania Avenue durante casi 100 años antes de que sufriera un fuego similar en destructividad al fuego del Mercado del Este. Se ha reconstruido con éxito en el mismo lugar.